# ファウンドリ
ファウンドリ（英語: foundry、原義は「鋳造所」）とは、半導体産業において、実際に半導体デバイス（半導体チップ）を生産する工場のことを指す。ファウンダリ、またfabrication facility（製造工場）を略してファブ（fab）と呼ばれることもある。
またファウンドリ・サービスという半導体製造のみを専門に行うビジネスモデルのことを指す場合もある。

## 概要
ファウンドリの建設には、日本円で数千億円規模の莫大な設備投資が必要である。これは、そこに設置する装置が高価であることも原因であるが、最もコストのかかるものは、ファウンドリのメインであるクリーンルームの建設である。これらのクリーンルームでは、製造するデバイス・電子回路を正常に動作させる、すなわち歩留まりを向上させるため、空気中に含まれる塵や埃を取り除く必要がある。これらの塵や埃のサイズは半導体回路に使用しているプロセス（製造技術）とそれに基づくデザインルール（設計規則、FETのゲート長や、配線幅、間隔など）に依存し、それが小さくなるにつれクリーンルーム製造コストは大きく増加する。
低コストでクリーンルームが製造できていたゲート幅の時代には、多数のファウンドリが存在しており、半導体会社が製造ラインも所有しているのが一般であった。また、自社で半導体の設計から生産までを一貫して行える設備を有している企業を垂直統合型デバイスメーカー（IDM：Integrated Device Manufacturer）と呼んでいる。
しかし、1990年代以降、ゲート長が、250nm、180nm、130nm、90nm…と短くなるにつれ、装置のコストだけでなく、クリーンルームの清浄度の向上も必要となり、クリーンルームの建設・維持・管理には莫大なコストが必要となってきている。この様に莫大な投資は全ての会社に容易にできるものでなかったため、半導体の設計は行うが生産ラインを持たないファブレスと呼ばれる会社の登場と、製造専門の会社の登場により、設計と製造が分業される形態をとることが多くなった。従来のIDMに対し、このような業態を半導体業界の水平分業と呼ぶことがある。対極に位置するアプローチとしてはミニマルファブのような試みがあげられるが、2015年現在トランジスタ製造にとどまっておりLSI製造には至っていない。
また、2000年代中頃から微細化技術の高度化に伴い、回路設計と半導体プロセス技術を分離して製品を製造することが難しくなってきた。ファウンドリだけでなく、各種半導体メーカがより密に連携しながら製造を行うDFM技術を推進する必要があるとされている。

## 主なファウンドリ企業
- 台湾積体電路製造（TSMC）
- 聯華電子（UMC）
- 力晶積成電子製造（PSMC）
- GlobalFoundries（グローバルファウンドリーズ）
- テキサス・インスツルメンツ（Texas Instruments）
- 中芯国際集成電路製造（SMIC）
- 華虹半導体（英語版）
- 華潤微電子（中国語版）
- サムスン電子（Samsung Semiconductor）
- DB HiTek[4]
- 住友精密工業（Sumitomo Precision Products .,Ltd）
- 世界先進積体電路（英語版）（VIS）
- タワーセミコンダクター（英語版）（TASE）
- SSMC（英語版）
- X-Fab（英語版）
- Ruselectronics（英語版）
- Mikron（英語版）

### 売上高ランキング
| 順位 | 企業名          | 種別     | 国籍             | シェア |
| ---- | --------------- | -------- | ---------------- | ------ |
| 1    | TSMC            | 製造専業 | 中華民国（台湾） | 60.1%  |
| 2    | サムスン電子    | 製造専業 | 韓国             | 12.4%  |
| 3    | GlobalFoundries | 製造専業 | アメリカ合衆国   | 6.6%   |
| 4    | UMC             | 製造専業 | 中華民国（台湾） | 6.4%   |
| 5    | SMIC            | 製造専業 | 中国             | 5.3%   |
| 6    | 華虹半導体      | 製造専業 | 中国             | 3.0%   |
| 7    | TASE            | 製造専業 | イスラエル       | 1.3%   |
| 8    | PSMC            | 製造専業 | 中華民国（台湾） | 1.2%   |
| 9    | VIS             | 製造専業 | 中華民国（台湾） | 1.0%   |
| 10   | DB HiTek        | 製造専業 | 韓国             | 0.8%   |